# Анри III де Ленонкур
Анри де Ленонкур (фр. Henri III de Lénoncourt; 1537 — 5 или 31 декабря 1584), сеньор де Ленонкур и де Кувре — французский придворный и военный деятель.
Пятый сын Анри II де Ленонкура, графа де Нантёй-ле-Одуэна, и Маргерит де Бруа.
Был предназначен отцом к вступлению в Мальтийский орден.
Лейтенант короля в Шампани в 1554—1583. Лейтенант роты из 30 копий сеньора де Пиенна в 1563. В 1567 лейтенант такой же роты Анри д'Ангулема, внебрачного сына Генриха II.
С 1570 придворный Франсуа, герцога Алансонского, его камергер с 1573, затем кавалер ордена Святого Михаила, придворный короля, государственный и тайный советник.
2 октября 1577 вместе с сеньором де Пюигайяром был назначен главным лагерным маршалом, на место Армана де Гонто-Бирона, ставшего маршалом Франции. По словам Франсуа Пинара, никто из историков не сообщает ни об одном военном событии, к которому бы он имел отношение.
31 декабря 1580 пожалован в рыцари орденов короля.

## Семья
Жена (25.05.1558): Франсуаза де Монморанси-Лаваль (ум. 1615), дочь Рене II де Монморанси-Лаваля, виконта де Бресто (ум. 1557), и Катрин де Баи. Вторым браком вышла за Луи VI де Рогана, принца де Гемене (1540—1611)
Дочь:
- Мадлен де Ленонкур (1576—1602), дама де Кувре. Муж 1): Луи VII де Роган, 1-й герцог де Монбазон (1562—1589); 2) (24.10.1594): Эркюль де Роган, 2-й герцог де Монбазон (1568—1654)